# Chevroux
|  | Per a altres significats, vegeu «Chevroux (Ain)». |

Chevroux és un municipi suís al districte de Broye-Vully, del cantó de Vaud.